# 阿默湖畔乌廷
阿默湖畔乌廷（德語：Utting am Ammersee，發音：[ˈʊtɪŋ ʔam ˈʔamɐˌzeː] ⓘ）是德国巴伐利亚州上巴伐利亚行政区莱希河畔兰茨贝格县的市镇，面积19.01平方千米，2023年12月31日人口为4,725人。

## 友好城市
- 法國 欧赖